# Oleg Bož'ev
Oleg Felevič Bož'ev (in russo Олег Фелевич Божьев?; Mosca, 25 agosto 1961) è un ex pattinatore di velocità su ghiaccio sovietico, dal 1992 russo.

## Carriera
In carriera vanta la più prestigiosa medaglia alle Olimpiadi di Sarajevo 1984, dove vinse la medaglia d'argento nei 1500 metri.

## Palmarès

### Olimpiadi
- 1 medaglia:
  - 1 argento (1500 m a Sarajevo 1984).